# Pont Vasco da Gama
El pont Vasco da Gama és el pont més recent sobre el riu Tajo, en l'àrea de la Gran Lisboa, que connecta Montijo i Sacavém, a prop del parc das Nações, on es va realitzar l'Expo 1998. Inaugurat el 4 d'abril de 1998, el pont és el segon més llarg d'Europa (només superat pel pont de Crimea), amb els seus 17,2 km (12.345 m de viaductes i 4.840 m d'accessos), dels quals deu són sobre les aigües de l'estuari del Tajo. L'amplada de la carretera és de 30 metres, i la longitud de la llum més grossa és de 420 metres. Es va construir com a alternativa al pont 25 d'abril per al trànsit que circula entre el nord i el sud del país, per la zona de la capital portuguesa. Tot i haver desviat una part significativa del trànsit que no necessitava passar pel centre de Lisboa, ràpidament es va fer clara la necessitat d'una tercera travessia del riu Tajo, més cap a l'oest.
En el plans de construcció, era menester prendre cura especial amb l'impacte mediambiental, ja que el pont passa a prop del parc Natural de l'Estuari del Tajo, una important àrea de nidificació d'aus aquàtiques. Va ser també necessari reallotjar uns tres-cents famílies. El nom del pont commemora els cinc-cents anys de l'arribada de Vasco da Gama a l'Índia, el 1498.